# Peggy Antrobus
Peggy Antrobus (sinh năm 1935) là một nhà hoạt động nữ quyền, tác giả và học giả đến từ vùng biển Caribe. Bà từng là Cố vấn về các vấn đề phụ nữ cho chính phủ Jamaica, và là cố vấn của Liên Hợp Quốc cho Bộ chuyển đổi xã hội Barbados. Bà là thành viên sáng lập của một số tổ chức nữ quyền, bao gồm Hiệp hội Nghiên cứu và Hành động vì Nữ quyền Caribbe (CAFRA), Mạng lưới thay thế phát triển nữ quyền toàn cầu với Phụ nữ cho kỷ nguyên mới (DAWN), và Mạng lưới thương mại và giới tính quốc tế (IGTN). Bà là tác giả của The Global Women's Movement: Origins, Issues and Strategies (Zed Books, 2004).

## Tuổi thơ và giáo dục
Antrobus được sinh ra ở Grenada vào năm 1935. Bà học tại St. Lucia ở Tu viện Thánh Joseph và sau đó tại Trường trung học St. Vincent Girl. Bà đã có bằng cử nhân kinh tế tại Đại học Bristol năm 1954 và tiếp tục nhận chứng chỉ chuyên môn về công tác xã hội tại Đại học Birmingham, Vương quốc Anh. Bà hoàn thành bằng tiến sĩ giáo dục tại Đại học Massachusetts, Amherst năm 1998.

## Sự nghiệp
Antrobus được bổ nhiệm làm cố vấn về vấn đề phụ nữ cho chính phủ Jamaica vào năm 1974. Theo Michelle Rowley, phó giáo sư nghiên cứu phụ nữ tại Đại học Maryland, đây là khởi đầu cho ý thức nữ quyền của Antrobus. Năm 1987, bà thành lập Đơn vị Phụ nữ và Phát triển (WAND) tại Đại học Tây Ấn (UWI) và là người đứng đầu cho đến khi bà nghỉ hưu vào năm 1995.
Cùng với các nhà hoạt động, nghệ sĩ và học giả vùng Caribbean khác như Honor Ford-Smith, Sonia Cuales, Cynthia Ellis, Joan French, Rhoda Reddock và Rawwida Baksh-Soodeen, Antrobus đã thành lập Hiệp hội nghiên cứu và hành động nữ quyền Caribbean (CAFRA), năm 1985. Bà cũng là thành viên sáng lập của Giải pháp thay thế phát triển cho phụ nữ trong kỷ nguyên mới (DAWN) và đóng vai trò là điều phối viên chung của tổ chức trong giai đoạn 1990-96.
Cùng với nhiều nhà nữ quyền hàng đầu và các nhà hoạt động vì quyền phụ nữ thời bấy giờ, Peggy Antrobus đã tham gia sâu vào các Hội nghị Thế giới về Phụ nữ của Liên Hợp Quốc, bao gồm lần đầu tiên tại Mexico City năm 1975. Charlotte Bunch, nhà nữ quyền và tác giả Hoa Kỳ, trích lời Antrobus, nói về sự kiện khai mạc quốc tế này của phụ nữ: "Chính trong bối cảnh này, phụ nữ từ khắp nơi trên thế giới lần đầu chạm trán nhau trong một quá trình bền vững và ngày càng sâu sắc.... [đó] là để nuôi dưỡng và mở rộng phong trào này theo cách mà ngay cả những nhân vật chính mạnh nhất của nó cũng không thể tưởng tượng được."

## Sáng tác
Peggy Antrobus đã sáng tác về tổng quan lịch sử và phân tích về nữ quyền toàn cầu và phong trào phụ nữ quốc tế trong cuốn sách của bà, The Global Women's Movement: Origins, Issues and Strategies (Zed Books, 2004). Bà đã đóng góp một bài tiểu luận cho tuyển tập của Robin Morgan.